# 厦岭妈宫
厦岭妈宫，位于中国广东省汕头市金平区光华街道厦岭路光华小学左侧，为汕头市的一个市、县级文物保护单位，类型为古建筑，公布时间为1994年10月6日。
厦岭妈宫的历史年代为明代。